# Погреби (Білоцерківський район)
Погреби́ — село в Україні, у Тетіївській міській громаді Білоцерківського району Київської області. Розташоване на правому березі річки Рось (притока Дніпра) за 14 км на північ від міста Тетіїв. Населення становить 192 особи (станом на 1 липня 2021 р.).

## Історія
Назва походить від погребів, у яких зберігали зброю. За даними Лаврентія Похилевича (1864 рік) навколо села були стародавні могили та вали. Мешкав 401 мешканець, на Росі діяв крупчатий млин (руїни цього млина збереглися до сьогодні), що давав економії значний дохід. 1777 року у Погребах було споруджено дерев'яну Онуфріївську церкву, що належала до найбіднішого 7 класу.
1899 р. замість старої церкви було споруджено нову, також дерев'яну. У селі також була каплиця. При церкві діяла церковно-парафіальна школа.
1900 року власником Погребів була Лідія Іванівна Всеволозька, господарство вів орендар Микола Антонович Стрійський. Окрім церкви, каплиці та школи, у селі діяв вальцьовий водяний млин, на якому працювало 12 місцевих чоловіків, 1 розтрусний водяний млин з 4 поставами та крупорушкою та 1 кузня.

### Сучасність
У селі діє сільський клуб, магазин. Регулярне автобусне сполучення із містом Тетіїв.

## Пам'ятки
- Садибний будинок Свейковських
- Руїни водяного млина
- Склад млина

|                               |
| Садибний будинок Свейковських |

|                              |
| Пам'ятник воїнам-односельцям |

|              |
| Водяний млин |

## Відомі люди
- Моргуліс Зіновій Григорович (1880 — після 1930) — діяч УЦР.